# Stipo Pranyko
Stipo Pranyko (Jajce, 30. srpnja 1930. – München, 14. ožujka 2021.) bio je hrvatski vizualni umjetnik, poznat po minimalističkom pristupu i radu s tekstilom. Njegovo stvaralaštvo obilježeno je korištenjem bijelih tkanina i jednostavnih materijala, čime je stekao prepoznatljiv status na europskoj umjetničkoj sceni.[tko kaže?]
Nakon niza putovanja i izložbi u Francuskoj i Njemačkoj — osobito u Frankfurt na Majni, Stuttgartu i Freiburgu — 1965. godine seli se s obitelji u Njemačku.
Tijekom sljedećih desetljeća suočava se s teškim životnim uvjetima u egzilu. Imao je dva neuspjela braka, a njegova umjetnička i osobna egzistencija bila je obilježena nesigurnošću i marginalizacijom. Godine 1979. seli se u Chalampé, malo mjesto u francuskom Elzasu, gdje se pozicionira kao neovisni umjetnik. Ovu poziciju marginalnosti i izolacije dodatno produbljuje 1990. godine kada se nastanjuje na otoku Lanzarote u mjestu Tahíche, u staroj kući koju sam obnavlja. U toj fazi njegova umjetnost poprima sve više skulpturalne elemente.
Posljednje godine života proveo je u Münchenu, gdje je i preminuo 14. ožujka 2021.

## Umjetnički stil
Stipo Pranyko povezivan je s pokretima poput minimalizma, arte povera i konceptualne umjetnosti, iako formalno nije pripadao niti jednoj umjetničkoj grupi. Njegov rad karakterizira redukcija forme i izraza, uz dosljednu upotrebu bijele boje i "siromašnih" materijala. Time je propitivao granice između slike, objekta i prostora, kao i odnos između umjetnosti i svakodnevice.[tko kaže?]

## Izložbe
Izlagao je u brojnim europskim galerijama i muzejima, među kojima se ističu Kunsthalle Rostock i Muzej Ludwig u Kölnu, te niz galerija specijaliziranih za suvremenu i minimalističku umjetnost.

## Vanjske poveznice
- Službena stranica www.stipo-pranyko.art
- Profil Stipo Pranyko na TEA Tenerife Espacio de las Artes
- La Provincia. Diario de Las Palmas, 13. ožujka 2021.